# 懷特菲爾德鎮區 (明尼蘇達州坎迪約希縣)
懷特菲爾德鎮區（英語：Whitefield Township）是位於美國明尼蘇達州坎迪約希縣的一個行政鎮區。

## 地方資料
懷特菲爾德鎮區的面積為94.07平方千米，當中陸地面積為91.64平方千米，而水域面積為2.43平方千米。根據2020年美國人口普查的數據，當地共有人口512人，而人口密度為每平方千米5.44人。